# 坪井 (船橋市)
坪井（つぼい）は、千葉県船橋市の地名。住民基本台帳による当地域の人口は、12,063人（2017年11月1日現在）。坪井町（つぼいちょう）という町名だったが、2010年2月1日の住居表示実施により町名変更がなされ、地区南部が坪井西（つぼいにし）1・2丁目、及び坪井東（つぼいひがし）1～6丁目となった。区画整理がなされていない地区北部は坪井町として残った。

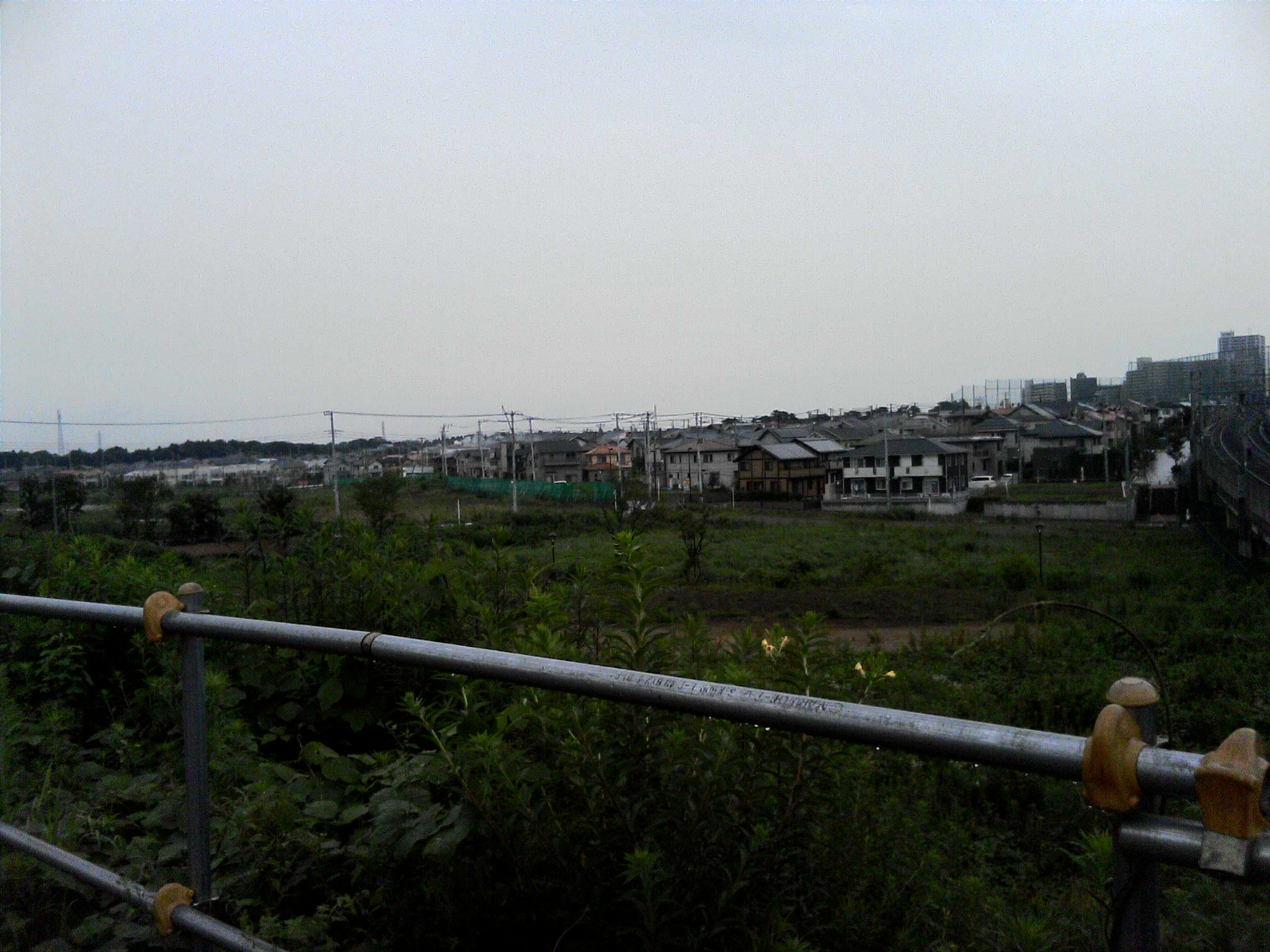
船橋日大前駅から見た坪井

## 地理・由来
船橋市の東端にある。森の中の狭い地域（坪）に住んでいる（井）という由来がある（アイヌ語の説や、水の湧き出る泉がたくさんあったとする説もある）ほど長らくのあいだ多くの森林が開拓されないままであったが、南東部に東葉高速線船橋日大前駅が開業してから開発が進むようになった。地域の中心となる東口駅舎は2004年に開業し、周辺の土地色に合わせたレンガ造りとした。その後駅周辺に新たな道路が造られ、コンビニエンスストアやスーパーマーケットの出店が相次いだ。
千葉県道千葉鎌ケ谷松戸線が北西方向に通っている。また、坪井川と駒込川の2つの川が流れ、北部で合流して桑納川と名を変える。土地は西から東へ下がっているのが一目で分かる。
当地区はもと千葉郡坪井村で、1889年（明治22年）の町村制施行により豊富村大字坪井となった。豊富村は1954年（昭和29年）、船橋市に編入され、坪井は同市の大字となる。翌1955年、船橋市では郊外地区の大字を廃して「町」に変更。これに伴い大字坪井は坪井町に変更された。

### 住居表示実施
2010年2月1日に坪井地区の南部で、住居表示実施に伴う町名変更が実施された。人口増加に伴い住所をわかりやすくするのが目的で、区画整理の進んだ地区西南部が「坪井西1・2丁目」、南部・東南部が「坪井東1～6丁目」という新町名となった。前もって2009年12月中に各建物に住居番号表示板が貼られ、2010年1月には街区表示板が貼られた。
町名変更にあたり自治体内でアンケートがとられ、その中で最も票数が多かったのが「芽吹の杜」であったが、一部住民の反対により結果は反映されなかった。そのためアンケートの意義を問う住民も多い。なお、住居表示に関する法律第5条第2項には「町又は字の名称は、できるだけ従来の名称に準拠して定めなければならない」と規定されている。

### 地価
住宅地の地価は、2020年（令和2年）1月1日の公示地価によれば、坪井東2-8-6の地点で18万1000円/m2となっている。

## 芽吹の杜

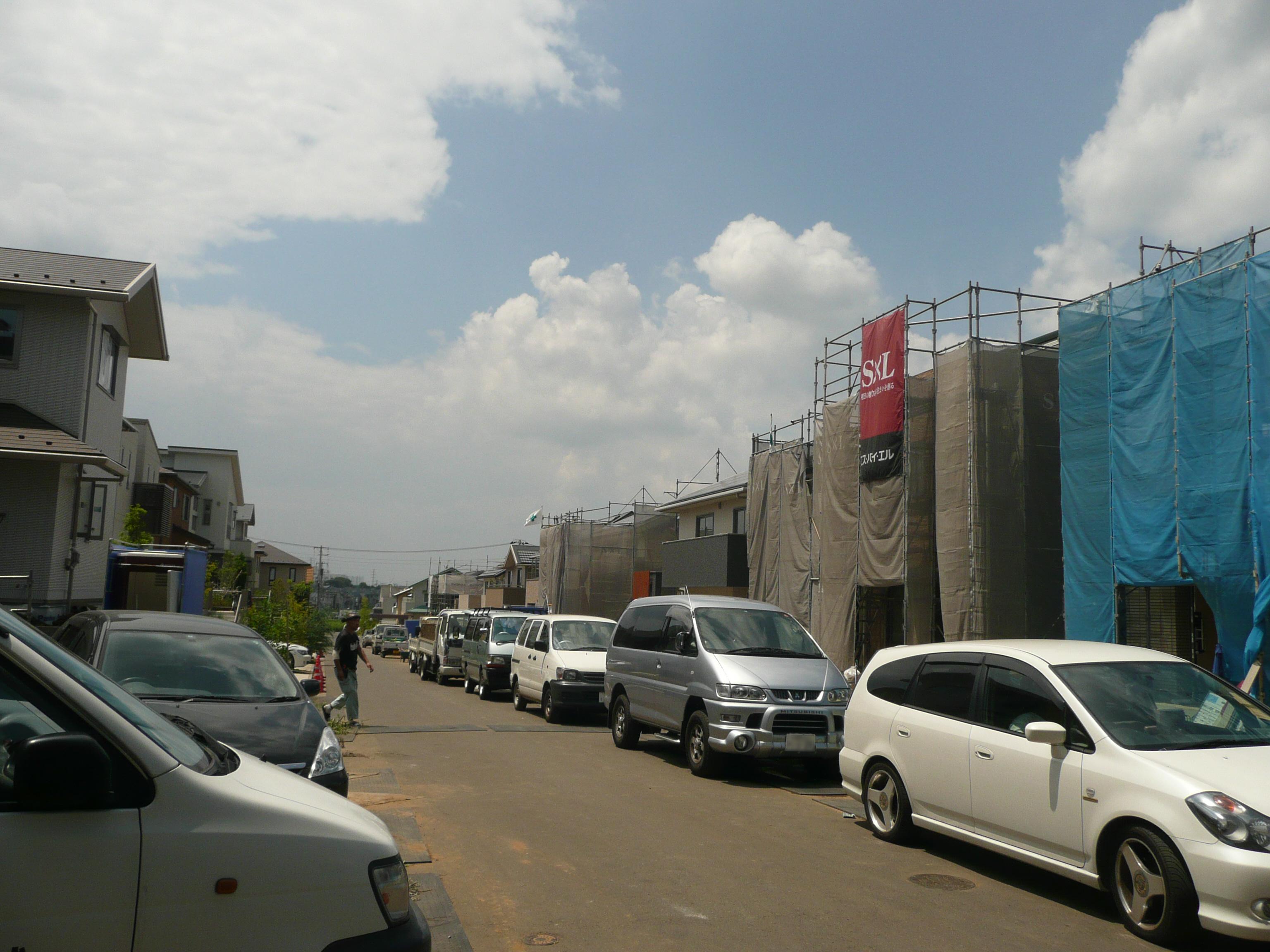
開発中の10街区

2004年から当地域の東部、現在の坪井東一帯に住宅地の開発が進められてきた。「永住品質の街」をキャッチコピーに、「船橋美し学園」という非営利団体が主体となって坪井町全体に大規模な住宅地「芽吹の杜」を形成するというものである。総面積は約65.4haで、計画人口は7,200人（約2,300戸）の予定である。
本部である「街づくり館」は船橋日大前駅東口に設置された。すぐに様々なハウスメーカーが土地を請け、今もなお住宅の建設が急速に進んでいる。中央部には2008年9月から3年間かけて大手企業が14階建て大規模マンションを数棟建設する予定であったが、それにより地域でマンションの高さ規制の署名を集めたり、景観を保つための反対の声がやまなかったため周辺住民の同意が得られないとして一度撤退した。紆余曲折の末、船橋日大駅前の東口付近に14階建ての高層マンション「グランソシア船橋芽吹の杜」が一棟だけ2014年3月に完成した。
開発の特徴としては、駅から少し離れた地域から開発を進める事により世代交代社会の形成を目標としている。一方、街区内数箇所に公園を設置したり、坪井川流域にせせらぎ歩道や坪井近隣公園を整備することにより地域民の散歩道や憩いの場として活用している。
計画及び販売は都市再生機構が行っており、エベネザー・ハワード（Ebenezer Howard, 1850-1928年）が提唱した田園都市（Garden City）の理念に基づいて建設されたレッチワース（Letchworth）の影響を受けた計画となっている。

## 坪井町
丁番を持たない単独町名である。郵便番号は274-0062。

### 世帯数と人口
2017年（平成29年）11月1日現在の世帯数と人口は以下の通りである。
| 町丁   | 世帯数  | 人口    |
| ------ | ------- | ------- |
| 坪井町 | 665世帯 | 1,974人 |

### 小・中学校の学区
市立小・中学校に通う場合、学区は以下の通りとなる。
| 番地 | 小学校             | 中学校             |
| ---- | ------------------ | ------------------ |
| 全域 | 船橋市立坪井小学校 | 船橋市立坪井中学校 |

### 施設
- 船橋市立坪井小学校
- 坪井幼稚園
- 坪井近隣公園
- 坪井ゴルフセンター
- 坪井テニスコート
- 安養寺
- 西光寺

## 坪井西
現行行政地名は坪井西一丁目および坪井西二丁目。郵便番号は274-0069。

### 世帯数と人口
2017年（平成29年）11月1日現在の世帯数と人口は以下の通りである。
| 丁目         | 世帯数  | 人口    |
| ------------ | ------- | ------- |
| 坪井西一丁目 | 478世帯 | 1,043人 |
| 坪井西二丁目 | 367世帯 | 806人   |
| 計           | 845世帯 | 1,849人 |

### 小・中学校の学区
市立小・中学校に通う場合、学区は以下の通りとなる。
| 丁目         | 番地 | 小学校             | 中学校             |
| ------------ | ---- | ------------------ | ------------------ |
| 坪井西一丁目 | 全域 | 船橋市立坪井小学校 | 船橋市立坪井中学校 |
| 坪井西二丁目 | 全域 | 船橋市立坪井小学校 | 船橋市立坪井中学校 |

### 施設
- 日産化学物質化学研究所（2丁目）

## 坪井東
現行行政地名は坪井東一丁目から坪井東六丁目。郵便番号は274-0060。

### 世帯数と人口
2017年（平成29年）11月1日現在の世帯数と人口は以下の通りである。
| 丁目         | 世帯数    | 人口    |
| ------------ | --------- | ------- |
| 坪井東一丁目 | 617世帯   | 1,390人 |
| 坪井東二丁目 | 334世帯   | 1,045人 |
| 坪井東三丁目 | 782世帯   | 2,254人 |
| 坪井東四丁目 | 169世帯   | 478人   |
| 坪井東五丁目 | 570世帯   | 1,651人 |
| 坪井東六丁目 | 427世帯   | 1,422人 |
| 計           | 2,899世帯 | 8,240人 |

### 小・中学校の学区
市立小・中学校に通う場合、学区は以下の通りとなる。
| 丁目         | 番地    | 小学校                                                      | 中学校                                                  |
| ------------ | ------- | ----------------------------------------------------------- | ------------------------------------------------------- |
| 坪井東一丁目 | 全域    | 船橋市立坪井小学校                                          | 船橋市立坪井中学校                                      |
| 坪井東二丁目 | 全域    | 船橋市立坪井小学校                                          | 船橋市立坪井中学校                                      |
| 坪井東三丁目 | 全域    | 船橋市立坪井小学校                                          | 船橋市立坪井中学校                                      |
| 坪井東四丁目 | 全域    | 船橋市立坪井小学校 船橋市立習志野台第二小学校 ※どちらか選択 | 船橋市立坪井中学校 船橋市立習志野台中学校 ※どちらか選択 |
| 坪井東五丁目 | 全域    | 船橋市立坪井小学校 船橋市立習志野台第二小学校 ※どちらか選択 | 船橋市立坪井中学校 船橋市立習志野台中学校 ※どちらか選択 |
| 坪井東六丁目 | 4～20番 | 船橋市立坪井小学校 船橋市立習志野台第二小学校 ※どちらか選択 | 船橋市立坪井中学校 船橋市立習志野台中学校 ※どちらか選択 |
| 坪井東六丁目 | 1～3番  | 船橋市立坪井小学校                                          | 船橋市立坪井中学校                                      |

### 主な施設
- 東葉高速線船橋日大前駅（1丁目）
- 船橋市立坪井中学校（1丁目）
- 阿弥陀寺（1丁目）
- 生鮮市場TOP船橋日大前店（3丁目）
- ケーヨーデイツー船橋坪井店（4丁目）
- 木の実幼稚園（4丁目）

## 近隣地区
- 北西部:古和釜町
- 西部:松が丘
- 南部:習志野台
- 南東部:八千代市大和田新田
- 北東部:八千代市緑が丘西
2017年11月に吉橋と大和田新田の一部地域が地名変更。

## 主な出身者
- 岩佐潤 - プロバスケットボール選手